# لوئیس ادوآردو آئوته
لوئیس ادوآردو آئوته (اسپانیایی: Luis Eduardo Aute‎؛ زادهٔ ۱۳ سپتامبر ۱۹۴۳ – درگذشته ۴ آوریل ۲۰۲۰) یک چهرهٔ شاخص فرهنگی و علامهٔ برجسته اهل اسپانیا بود. او یک ترانه‌سرا و خواننده مشهور است که به مکتب موسیقی «نوئبا کانسیون» (ترانه‌سرایی نوین) تعلق دارد و طی دوران طولانیِ فعالیت هنری‌اش، بیش از ۴۰۰ ترانه سروده است که برخی از آنها، جزء ماندگارترین ترانه‌های کنونی اسپانیا محسوب می‌شوند. علاوه بر موسیقی، او هنرمند، شاعر، کارگردان و نقاش نیز هست و تعداد قابل‌توجهی اثر هنری در هر یک از این رشته‌ها، خلق کرده است.
از فیلم‌هایی که وی در آن‌ها نقش داشته است، می‌توان به دخترم ایلدگارت اشاره نمود.